# Сезар (кінопремія)
«Сеза́р» (фр. César — «Цезар») — національна кінопремія Франції. Її вручає з 1976 року Академія мистецтв та технологій кінематографа (фр. Académie des arts et techniques du cinéma) за результатами голосування.
Академія кіномистецтв складається з понад 3 900 фахівців в 11 напрямках (у тому числі артистичних директорів, режисерів, сценаристів, представників преси). Є другою за величиною академією у світі після Оскара.
Церемонія нагороди відбувається кожного лютого в Парижі в Театрі Шатле. Свою назву премія отримала на честь французького скульптора Сезара Бальдаччіні. Самі призи є творінням скульптора.

## Історія
Головна кінематографічна премія Франції «Сезар» — найпрестижніша нагорода за успіхи в кіномистецтві. Премія, що є європейським аналогом «Оскара», заснована Французької мистецтв та технологій кінематографа. Ідею її створення запропонував в 1974 продюсер і перший президент Французької кіноакадемії Жорж Кравенн (1914—2009). Він назвав її на честь свого друга, французького скульптора і відомого постмодерніста Сезара Бальдаччіні (1921—1998), який є автором призу — статуетки (лауреати премії разом з відповідним дипломом отримують метикуваті золочені статуетки, виготовлені за малюнком Бальдаччіні).
Уперше вручення національної кінопремії «Сезар» відбулося 3 квітня 1976 у паризькому Палаці конгресів. Церемонія проходила під головуванням відомого французького кіноактора Жана Габена. Премії вручали в тринадцяти номінаціях (найкращі фільм, режисер, артист, акторка і так далі).
Премію «Сезар» присуджують французьким та іноземним фільмам за підсумками попереднього нагородження року за результатами таємного голосування членів Французької академії кінематографічних мистецтв. Створена в 1974 Академія об'єднує станом на 2012 рік понад 3500 членів, серед яких — представники дванадцяти різних професій кіноіндустрії, а також видних діячів, які підтримують розвиток індустрії кіно у Франції.
Таємне голосування відбувається за два тури, голоси членів Академії, які отримують відповідні бюлетені на свою домашню адресу, збираються поштою. Під час першого туру визначаються по п'ять претендентів на премію у кожній з номінацій, в ході другого — переможці в кожній номінації. Як стверджують організатори, підрахунок голосів закінчується до 18.00 в день урочистої церемонії в офісі відповідального секретаря Академії. Відповідальний секретар прибуває на церемонію із запечатаними конвертами, які передаються учасникам церемонії, які оголошують переможців, у міру оголошення списку номінантів у кожній категорії.
До 2012 року список номінацій виріс до 22: найкращий фільм року, найкращий режисер, найкраща акторка, найкращий актор, найкраща жіноча роль другого плану, найкраща чоловіча роль другого плану, найкращий дебют, найкраща молода акторка, найкращий молодий актор, найкращий оригінальний сценарій, найкращий адаптований сценарій, найкращий анімаційний фільм, найкращий іноземний фільм, найкращий документальний фільм, найкращий монтаж, найкращий композитор, найкращий звукорежисер, найкращий оператор, найкращий художник по костюмах, найкращий художник-постановник, найкраща короткометражка.
За традицією французька академія кіномистецтва щорічно вручає Почесний приз.
Спочатку передбачалося, що кожні десять років буде вручатися особлива премія «Сезар Сезарів» за найкращу французьку стрічку десятиліття, а надалі й найкращу стрічку двадцятиріччя. 1985 року фільм «Стара рушниця» режисера Робера Енріко здобув премію «Сезар Сезарів» за найкращу стрічку десятиліття. Однак, надалі ця премія не вручалася.
Церемонія вручення премії «Сезар» проходить щорічно в лютому. З 2002 вона проводиться на сцені паризького музичного театру «Шатле», що вміщає 3 тисячі глядачів. Захід в різні роки вели відомі актори Ліно Вентура, Жанна Моро, Шарль Ванель, Жан Маре, Ів Монтан, Сімона Сіньоре, Катрін Деньов, Марчелло Мастроянні, Ален Делон, Жерар Депардьє, Анні Жирардо, Фанні Ардан, Ізабель Аджані та інші.
У попередні роки лауреатами «Сезар» ставали фільми: «Кус-кус і барабулька» Абделатіфа Кешиша, «Леді Чаттерлей» Паскаля Феррана (2007), «Моє серце битися перестало» Жака Одіара (2006), «Ухилення» Абделатіфа Кешиша (2005), «Навали варварів» Деніса Аркана (2004), «Піаніст» Романа Поланскі (2003), «Амелі» Жана-П'єра Жене (2002), «На чужий смак» Аньєс Жауї (2001) та інші.
За історію існування премії найбільша кількість «Сезарів» отримали два фільми — «Останнє метро» (1980) режисера Франсуа Трюффо і «Сірано де Бержерак» (1990) Жана-Поля Раппно. Обом картинам, в яких головну роль виконав Жерар Депардьє, дісталося по десять нагород. 

## Категорії

### Нагороди за заслуги
- Найкращий фільм
- Найкраща режисерська робота
- Найкращий актор
- Найкраща акторка
- Найкращий актор другого плану
- Найкраща акторка другого плану
- Найперспективніший актор
- Найперспективніша акторка
- Найкращий сценарій
- Найкращий адаптований сценарій
- Найкращі декорації
- Найкращий дизайн костюмів
- Найкраща операторська робота
- Найкращий монтаж
- Найкращий звук
- Найкраща музика до фільму
- Найкращий дебютний фільм
- Найкращий анімаційний фільм
- Найкращий документальний фільм
- Найкращий фільм іноземною мовою
- Найкращий короткометражний фільм
- Найкращий короткометражний анімаційний фільм (1977—1990, та з 2014)

### Спеціальні нагороди
- Почесний «Сезар»

### Скасовані нагороди
- Найкращий франкомовний фільм (1984—1986)
- Найкращий фільм з Європейського Союзу (2003—2005)
- Найкращий постер (1986—1990)
- Найкращий продюсер (1996—1997)
- Найкращий оригінальний або адаптований сценарій (1976—2006)
- Найкращий короткометражний ігровий фільм (1977—2004)
- Найкращий короткометражний документальний фільм (1977—1991)
- Найкращий режисер реклами (1985—1986)

## Церемонії
| Церемонія | Дата            | Президент(и)                 | Організатор/ведучий                | Найкращий фільм                    |
| --------- | --------------- | ---------------------------- | ---------------------------------- | ---------------------------------- |
| 1-ша      | 3 квітня 1976   | Жан Габен                    | П'єр Чернія                        | Стара рушниця                      |
| 2-га      | 19 лютого 1977  | Ліно Вентура                 | П'єр Чернія                        | Мосьє Кляйн                        |
| 3-тя      | 4 лютого 1978   | Жанна Моро                   | П'єр Чернія                        | Провидіння                         |
| 4-та      | 3 лютого 1979   | Шарль Ванель                 | П'єр Чернія та Жан-Клод Бріалі     | Чужі гроші                         |
| 5-та      | 2 лютого 1980   | Жан Маре                     | П'єр Чернія та Пітер Устинов       | Тесс                               |
| 6-та      | 31 січня 1981   | Ів Монтан                    | П'єр Чернія                        | Останнє метро                      |
| 7-ма      | 27 лютого 1982  | Орсон Уеллс                  | Жак Мартен та П'єр Чернія          | Боротьба за вогонь                 |
| 8-ма      | 26 лютого 1983  | Катрін Деньов                | Жан-Клод Бріалі                    | Інформатор                         |
| 9-та      | 3 березня 1984  | Джин Келлі                   | Леон Цитрон                        | За наших коханих та Бал            |
| 10-та     | 3 лютого 1985   | Симона Синьйоре              | П'єр Чернія                        | Відчиніть, поліція!                |
| 11-та     | 22 лютого 1986  | Мадлен Рено та Жан-Луї Барро | Мішель Дрюкер                      | Троє чоловіків та немовля в люльці |
| 12-та     | 7 березня 1987  | Шон Коннері                  | Мішель Дрюкер та П'єр Чернія       | Тереза                             |
| 13-та     | 12 березня 1988 | Мілош Форман                 | Мішель Дрюкер та Джейн Біркін      | До побачення, діти                 |
| 14-та     | 4 березня 1989  | Пітер Устинов                | П'єр Чернія                        | Каміла Клодель                     |
| 15-та     | 4 березня 1990  | Кірк Дуглас                  | Єва Руджері                        | Занадто красива для тебе           |
| 16-та     | 9 березня 1991  | Софі Лорен                   | Рішар Боренже                      | Сірано де Бержерак                 |
| 17-та     | 22 лютого 1992  | Мішель Морган                | Фредерік Міттеран                  | Усі ранки світу                    |
| 18-та     | 8 березня 1993  | Марчелло Мастроянні          | Фредерік Міттеран                  | Дикі ночі                          |
| 19-та     | 26 лютого 1994  | Жерар Депардьє               | Фабріс Лукіні та Клементін Селарьє | Палити/Не палити                   |
| 20-та     | 25 лютого 1995  | Ален Делон                   | Жан-Клод Бріалі та П'єр Чернія     | Дикі очерети                       |
| 21-ша     | 3 лютого 1996   | Філіпп Нуаре                 | Антуан де Кон                      | Ненависть                          |
| 22-га     | 8 лютого 1997   | Анні Жирардо                 | Антуан де Кон                      | Насмішка                           |
| 23-тя     | 28 лютого 1998  | Жульєт Бінош                 | Антуан де Кон                      | Відомі старі пісні                 |
| 24-та     | 6 березня 1999  | Ізабель Юппер                | Антуан де Кон                      | Уявне життя ангелів                |
| 25-та     | 19 лютого 2000  | Ален Делон                   | Ален Шаба                          | Салон краси «Венера»               |
| 26-та     | 24 лютого 2001  | Даніель Отей                 | Едуар Баер                         | На чужий смак                      |
| 27-ма     | 2 березня 2002  | Наталі Бай                   | Едуар Баер                         | Амелі                              |
| 28-ма     | 22 лютого 2003  | —                            | Жеральдін Пайя                     | Піаніст                            |
| 29-та     | 21 лютого 2004  | Фанні Ардан                  | Гад Ельмалех                       | Навали варварів                    |
| 30-та     | 26 лютого 2005  | Ізабель Аджані               | Гад Ельмалех                       | Виверт                             |
| 31-ша     | 25 лютого 2006  | Кароль Буке                  | Валері Лемерсьє                    | І моє серце завмерло               |
| 32-га     | 24 лютого 2007  | Клод Брассер                 | Валері Лемерсьє                    | Леді Чаттерлей                     |
| 33-тя     | 22 лютого 2008  | Жан Рошфор                   | Антуан де Кон                      | Кус-кус і барабулька               |
| 34-та     | 27 лютого 2009  | Шарлотта Генсбур             | Антуан де Кон                      | Серафіна з Санліса                 |
| 35-та     | 27 лютого 2010  | Маріон Котіяр                | Валері Лемерсьє та Гад Ельмалех    | Пророк                             |
| 36-та     | 25 лютого 2011  | Джоді Фостер                 | Антуан де Кон                      | Про людей і богів                  |
| 37-ма     | 24 лютого 2012  | Гійом Кане                   | Антуан де Кон                      | Артист                             |
| 38-ма     | 22 лютого 2013  | Жамель Деббуз                | Антуан де Кон                      | Кохання                            |
| 39-та     | 28 лютого 2014  | Франсуа Клюзе                | Сесіль де Франс                    | Я, знову я та мама                 |
| 40-ва     | 20 лютого 2015  | Дені Бун                     | Едуар Баер                         | Тімбукту                           |
| 41-ша     | 26 лютого 2016  | Клод Лелуш                   | Флоренс Форесті                    | Фатіма                             |
| 42-га     | 24 лютого 2017  | Без президента               | Жером Коммандер                    | Вона                               |
| 43-тя     | 2 березня 2018  | Ванесса Параді               | Маню Пайєт                         | 120 ударів на хвилину              |
| 44-та     | 22 лютого 2019  | Крістін Скотт Томас          | Кад Мерад                          | Опіка                              |

## Статистика

### Фільми які отримали 5 і більше нагород
| Нагород | Фільм                    | Рік  | Номінацій |
| ------- | ------------------------ | ---- | --------- |
| 10      | Останнє метро            | 1981 | 12        |
| 10      | Сірано де Бержерак       | 1991 | 13        |
| 9       | Пророк                   | 2010 | 13        |
| 8       | І моє серце завмерло     | 2006 | 10        |
| 7       | Відомі старі пісні       | 1998 | 12        |
| 7       | До побачення, діти       | 1988 | 9         |
| 7       | Піаніст                  | 2003 | 10        |
| 7       | Провидіння               | 1978 | 8         |
| 7       | Серафіна з Санліса       | 2009 | 9         |
| 7       | Тімбукту                 | 2015 | 8         |
| 7       | Усі ранки світу          | 1992 | 11        |
| 6       | 120 ударів на хвилину    | 2018 | 13        |
| 6       | Артист                   | 2012 | 10        |
| 6       | Тереза                   | 1987 | 10        |
| 5       | До побачення там, нагорі | 2018 | 13        |
| 5       | Довгі заручини           | 2005 | 12        |
| 5       | Життя у рожевому кольорі | 2008 | 11        |
| 5       | Занадто красива для тебе | 1990 | 11        |
| 5       | Індокитай                | 1993 | 12        |
| 5       | Каміла Клодель           | 1989 | 12        |
| 5       | Кохання                  | 2013 | 10        |
| 5       | Королева Марго           | 1995 | 12        |
| 5       | Леді Чаттерлей           | 2007 | 9         |
| 5       | Мікрокосмос              | 1997 | 8         |
| 5       | Палити/Не палити         | 1993 | 9         |
| 5       | Я, знову я та мама       | 2014 | 10        |

### Фільми, які отримали 10 і більше номінацій
| Фільм                                | Рік  | Номінацій | Нагород |
| ------------------------------------ | ---- | --------- | ------- |
| 120 ударів на хвилину                | 2018 | 13        | 6       |
| Амелі                                | 2002 | 13        | 4       |
| До побачення там, нагорі             | 2018 | 13        | 5       |
| Камілла роздвоюється                 | 2013 | 13        | 0       |
| Паліція                              | 2012 | 13        | 2       |
| Підземка                             | 1986 | 13        | 3       |
| Пророк                               | 2010 | 13        | 9       |
| Сірано де Бержерак                   | 1991 | 13        | 10      |
| 8 жінок                              | 2003 | 12        | 0       |
| Вандомська площа                     | 1999 | 12        | 0       |
| Ван Гог                              | 1992 | 12        | 1       |
| Відомі старі пісні                   | 1998 | 12        | 7       |
| Довгі заручини                       | 2005 | 12        | 5       |
| Жерміналь                            | 1994 | 12        | 2       |
| Індокитай                            | 1993 | 12        | 5       |
| Каміла Клодель                       | 1989 | 12        | 5       |
| Королева Марго                       | 1995 | 12        | 5       |
| Насмішка                             | 1997 | 12        | 4       |
| Останнє метро                        | 1981 | 12        | 10      |
| Управління державою                  | 2012 | 12        | 3       |
| Чао, блазень                         | 1984 | 12        | 5       |
| Вона                                 | 2017 | 11        | 2       |
| Гусар на даху                        | 1996 | 11        | 2       |
| Спочатку                             | 2010 | 11        | 1       |
| Життя у рожевому кольорі             | 2008 | 11        | 5       |
| Занадто красива для тебе             | 1990 | 11        | 5       |
| Неллі та пан Арно                    | 1996 | 11        | 2       |
| Ненависть                            | 1996 | 11        | 3       |
| Про людей та богів                   | 2011 | 11        | 3       |
| Сімейна таємниця                     | 2008 | 11        | 1       |
| Ті, хто мене любить, поїдуть потягом | 1999 | 11        | 3       |
| Усі ранки світу                      | 1992 | 11        | 7       |
| Франц                                | 2017 | 11        | 1       |
| Щасливої дороги! (Бон вояж!)         | 2004 | 11        | 3       |
| Маргарита                            | 2016 | 11        | 4       |
| Три спогади моєї юності              | 2016 | 11        | 1       |
| Артист                               | 2012 | 10        | 6       |
| Бездоганна репутація                 | 1982 | 10        | 0       |
| Ворог держави № 1                    | 2009 | 10        | 3       |
| Делікатеси                           | 1992 | 10        | 4       |
| І моє серце завмерло                 | 2006 | 10        | 8       |
| Ів Сен Лоран                         | 2015 | 10        | 1       |
| Кохання                              | 2013 | 10        | 5       |
| Ласкаво просимо                      | 2010 | 10        | 0       |
| Опіка                                | 2019 | 10        | 4       |
| Піаніст                              | 2003 | 10        | 7       |
| Прощавай, моя королево               | 2013 | 10        | 3       |
| Тереза                               | 1987 | 10        | 6       |
| Щасливі невдахи                      | 2019 | 10        | 1       |
| Я, знову я та мама                   | 2014 | 10        | 5       |

### Режисери, які отримали дві і більше нагород
| Режисер          | Номінацій | Нагород |
| ---------------- | --------- | ------- |
| Роман Полянський | 4         | 4       |
| Ален Рене        | 8         | 2       |
| Бертран Таверньє | 7         | 2       |
| Жак Одіар        | 6         | 2       |
| Жан-Жак Ано      | 4         | 2       |
| Клод Соте        | 4         | 2       |
| Абделатіф Кешиш  | 3         | 2       |

### Актори, які отримали 7 і більше номінацій
| Актор/Акторка    | Номінацій | Перемог |
| ---------------- | --------- | ------- |
| Жерар Депардьє   | 17        | 2       |
| Ізабель Юппер    | 15        | 2       |
| Катрін Денев     | 14        | 2       |
| Данієль Отей     | 12        | 2       |
| Катрін Фро       | 10        | 2       |
| Фабріс Лукіні    | 10        | 1       |
| Міу-Міу          | 10        | 1       |
| Наталі Бай       | 9         | 4       |
| Жульєт Бінош     | 9         | 1       |
| Домінік Блан     | 9         | 4       |
| Франсуа Клюзе    | 9         | 1       |
| Ізабель Аджані   | 8         | 5       |
| Сандрін Кіберлен | 8         | 1       |
| Мішель Серро     | 8         | 3       |
| Андре Дюссольє   | 7         | 3       |

### «Велика п'ятірка» переможців та номінантів
Переможці
- Останнє метро (1980)

1. Найкращий фільм: Останнє метро
2. Найкращий режисер: Франсуа Трюффо
3. Найкращий актор: Жерар Депардьє
4. Найкраща акторка: Катрін Денев
5. Найкращий сценарист: Сюзанна Шифман та Франсуа Трюффо

- Кохання (2013)

1. Найкращий фільм: Кохання
2. Найкращий режисер: Міхаель Ганеке
3. Найкращий актор: Жан-Луї Трентіньян
4. Найкраща акторка: Еммануель Ріва
5. Найкращий сценарист: Міхаель Ганеке